# 알베르트 로르칭
구스타프 알베르트 로르칭(Gustav Albert Lortzing, 1801년 10월 23일~1851년 1월 21일)은 낭만파 초기의 독일 가극 작곡가이다. 1824년, 쾰른에서 최초의 오페라를 상연하였고, 그 뒤 라이프치히 가극장에서 제1테너 가수로 있으면서 많은 가극을 작곡하였고, 이어서 지휘자로서 독일이나 오스트리아에서 자기 작품을 상연하였다. <러시아 황제와 배목수>(1837), <밀렵자>(1842), <운디네>(1847) 등은 오늘날에도 독일에서는 민중적 가극으로서 애호받고 있다.